# Aequatorium rimachianum
Espèce
Synonymes
- Gynoxys rimachiana Cuatrec.[2]

Aequatorium rimachianum  est une espèce de plantes à fleurs du genre Aequatorium de la famille des Asteraceae.